# ロイヤル・リヴァプール・フィルハーモニー管弦楽団
ロイヤル・リヴァプール・フィルハーモニー管弦楽団（Royal Liverpool Philharmonic Orchestra, 略称RLPO）は、イギリス最古のオーケストラの一つ。リヴァプールを拠点とし、イギリスのオーケストラで唯一、自前の演奏会場を所有する。本拠地の「フィルハーモニー・ホール」（Philharmonic Hall）は、とりわけ優秀なアコースティックに恵まれ、数々の録音に利用されている。

## 概要
ロイヤル・リヴァプール・フィルハーモニー管弦楽団は、楽団の創設以来、マックス・ブルッフ、ヘンリー・ウッド、マルコム・サージェント、チャールズ・グローヴズ、ジョン・プリッチャードといった指揮者が首席指揮者を務めてきた。2001年からは首席指揮者はジェラード・シュワルツが務めていたが、2005年9月からのシーズンをもって離任し、2006年9月から2021年までヴァシリー・ペトレンコが首席指揮者、2021年からはドミンゴ・インドヤンが首席指揮者を務める。
国内外での演奏活動のほか、FM放送でラジオ番組にも出演している。

## 録音
1998年に自主レーベル（RLPO Live）を設立、2003年からクラシコ・レコーズにも録音を開始している。カール・ニールセンの交響曲全集ならびに管弦楽曲秘曲集を、ダグラス・ボストックの指揮により、新校訂版によって録音した。音源は、ベートーヴェンやドヴォルザークから、マーラー、ラフマニノフ、ブリテン、ヴォーン＝ウィリアムズに至るまで膨大な量に上る。

## 歴代首席指揮者等
- ジョン・ラッセル、ウィリアム・サドロウ (1840年 - 1843年)
- ジーギイア・ハーマン (1843年 - 1865年)
- アルフレッド・メロン (1865年 - 1867年)
- ジュリアス・ベネディクト (1867年 - 1880年)
- マックス・ブルッフ (1880年 - 1883年)
- チャールズ・ハレ (1883年 - 1895年)
- フレデリック・コーウェン (1895年 - 1913年)
- ヘンリー・ウッド、トーマス・ビーチャム (1913年 - 1942年)
- マルコム・サージェント (1942年 - 1948年)
- ヒューゴ・リグノルド (1948年 - 1954年)
- エフレム・クルツ (1955年 - 1957年)
- ジョン・プリッチャード (1957年 - 1963年)
- チャールズ・グローヴズ (1963年 - 1977年)
- ワルター・ウェラー (1977年 - 1980年)
- デヴィッド・アサートン (1980年 - 1983年)
- マレク・ヤノフスキ (1983年 - 1987年)
- リボール・ペシェク (1987年 - 1997年)
- ペトル・アルトリフテル (1997年 - 2001年)
- ジェラード・シュワルツ (2001年 - 2006年)
- ヴァシリー・ペトレンコ（英語版） (2006年 - 2021年)
- ドミンゴ・インドヤン（英語版） (2021年 - )